# 고경숙 (그림책 작가)
고경숙(Goh Gyong-Sook, 1972년 ~ )은 대한민국의 그림책 작가이다. 대표작으로는 《짜장 짬뽕 탕수육》, 《마법에 걸린 병》, 《나의 아틀리에》, 《위대한 뭉치》, 《나야, 나!》 등이 있다. 그녀가 쓰고 그린 첫 작품인 《마법에 걸린 병》으로 2006년 볼로냐 국제아동도서전 픽션 부문 라가치상을 수상했다.

## 생애
1972년 대한민국 서울에서 태어났다. 단국대학교 동양화과를 졸업하고 숙명여자대학교 대학원에서 그래픽 디자인을 전공하였다. 한국의 디딤돌 출판사에서 주최한 일러스트레이션 워크샵을 통해 재미마주 출판사와 인연을 맺었다. 학급문고 시리즈 일러스트레이터로 선정되어 3권을 그렸고 이후 자신만의 스타일을 찾기 위해 연구한다. 유화로 그린 다양한 병 이미지로부터 영감을 받아 《마법에 걸린 병》 그림책을 출간했다. 그녀는  아트 메거진을 즐겨보고 세계 고대문명에 관심이 많다.

## 경력
고경숙은 학급문고 3부작인 《짜장 짬뽕 탕수육》, 《영원한 주번》, 《똥줌오줌》에서 그림을 그려 아동문학에 데뷔하였다. 그 중 《짜장 짬뽕 탕수육》은 2001년에 한국 방송사인 SBS 어린이미디어 대상 우수상을 받았다. 그녀의 첫 번째 그림책 《마법에 걸린 병》은 2005년 출간되었고 그 해 20회 BIB 한국 출품작으로 선정되었다. 《마법에 걸린 병》으로 2006년 볼로냐 국제아동도서전 픽션 부문 라가치상을 수상 받았고 2006년 르몽드 우수도서로 선정되었다. 2007년에는 그룹전으로 프랑스 Saint-Priest Salon du livre에서 “작은 출판사와 젊은 일러스트레이터(petite edition- jeune illustration)–한국 그림책 원화 특별전”을 했다. 2008년에는 프랑스 클라마르 작은 동그라미도서관에서 ‘한국의 어린이 책과 예술가들’ 전시 중  ‘고경숙 원화전’(개인전)을 열기도 했다. 2009년에는 볼로냐 국제아동도서전 박람회장에서 “주빈국 초청 원화전시”를 했으며, 안졸라 델 에밀리아 도서관에서는 “장난감 같은 그림책”(2인전)을 했다. 《위대한 뭉치》는 2009년 CJ그림책 대상을 받았으며 《장난감 병정의 사랑》은 2011년 CJ그림책 애니메이션 상 선정이 되었다. 2023년 프랑스 낭트 시립 도서관에서 “세상의 눈 l’oeil du monde” 초청을 받아 《위대한 뭉치》 전시 및 워크샵을 했다.

## 스타일
《짜장 짬뽕 탕수육》, 《영원한 주번》, 《똥줌오줌》작품들은 사실적인 동양화기법을 사용하였다. 그러나 《마법에 걸린 병》은 서양화 기법(유화, 과슈 등)을 사용하여 이전과 다른 새로운 스타일로 표현했다.
그녀는 일정한 기법과 스타일에 머물지 않고 색연필, 꼴라쥬, 그래픽 등 여러 가지 기법으로 그림 그리는 것을 추구한다. 그녀의 그림책은 놀이성을 가지고 있다. 《100개의 화분》은 접었다 폈다 할 수 있는 플랩북의 형식이며 《나의 아틀리에》, 《크레파스 생각》은 직접 그림을 그릴 수 있는 독자 참여의 페이지가 있다. 고경숙은 특별한 장르와 스타일에 얽매이지 않는 자유로운 예술적 표현에 늘 관심을 갖고 새로운 시도를 계속 하고 있다.

## 수상
- 2011 CJ그림책 애니메이션 상 선정 – 장난감 병정의 사랑
- 2009 CJ그림책 대상 – 위대한 뭉치[6]
- 2006 볼로냐 국제아동도서전 라가치상(픽션 부문) 수상 – 마법에 걸린 병[7]
- 2001 SBS 어린이미디어 대상 우수상 – 짜장 짬뽕 탕수육

## 작품
- 2022 보물리아 (재미마주) ISBN 9791192098104
- 2009 나야, 나! (재미마주) ISBN 9788986565867
  - 2009 C’EST MOI! (Editions Memo, France) ISBN 9782352890720
- 2007 100개의 화분 (재미마주) ISBN 9788986565829
- 2006 위대한 뭉치 (재미마주) ISBN 9791185996011
  - 2008 LE VOYAGE DE MOUNGCHI (Editions Memo, France) ISBN 9782352890379
  - 2009 Il grande Bum-Bum (Orecchio Acerbo, Italy) ISBN 9788889025741
- 2005 마법에 걸린 병 (재미마주) ISBN 9788986565706
  - 2007 Flacons magiques (Seuil Jeunesse, France) ISBN 9782020927406
  - 2014 魔法甁 (人民敎育出版社, China) ISBN 9787107288814

## 글 작가와의 협업 작품
- 2017 토끼모자 (재미마주) ISBN 9791185996790
- 2016 크레파스 생각 (재미마주) ISBN 9791185996622
- 2013 나하고 놀자 (재미마주) ISBN 9788986565034
- 2011 장난감 병정의 사랑 (재미마주) ISBN 9788986565980
- 2011 우리 이웃 이야기 (논장) ISBN 9788984141360
- 2006 나의 아틀리에 (재미마주) ISBN 9791185996905
  - 2009 MON ATELIER DES COULEURS (Editions Memo, France) ISBN 9782352890478
- 2002 똥줌오줌 (재미마주) ISBN 9788986565546
- 2000 영원한 주번 (재미마주) ISBN 9791185996950
- 1999 짜장 짬뽕 탕수육 (재미마주) ISBN 9788986565522